# Peronospora

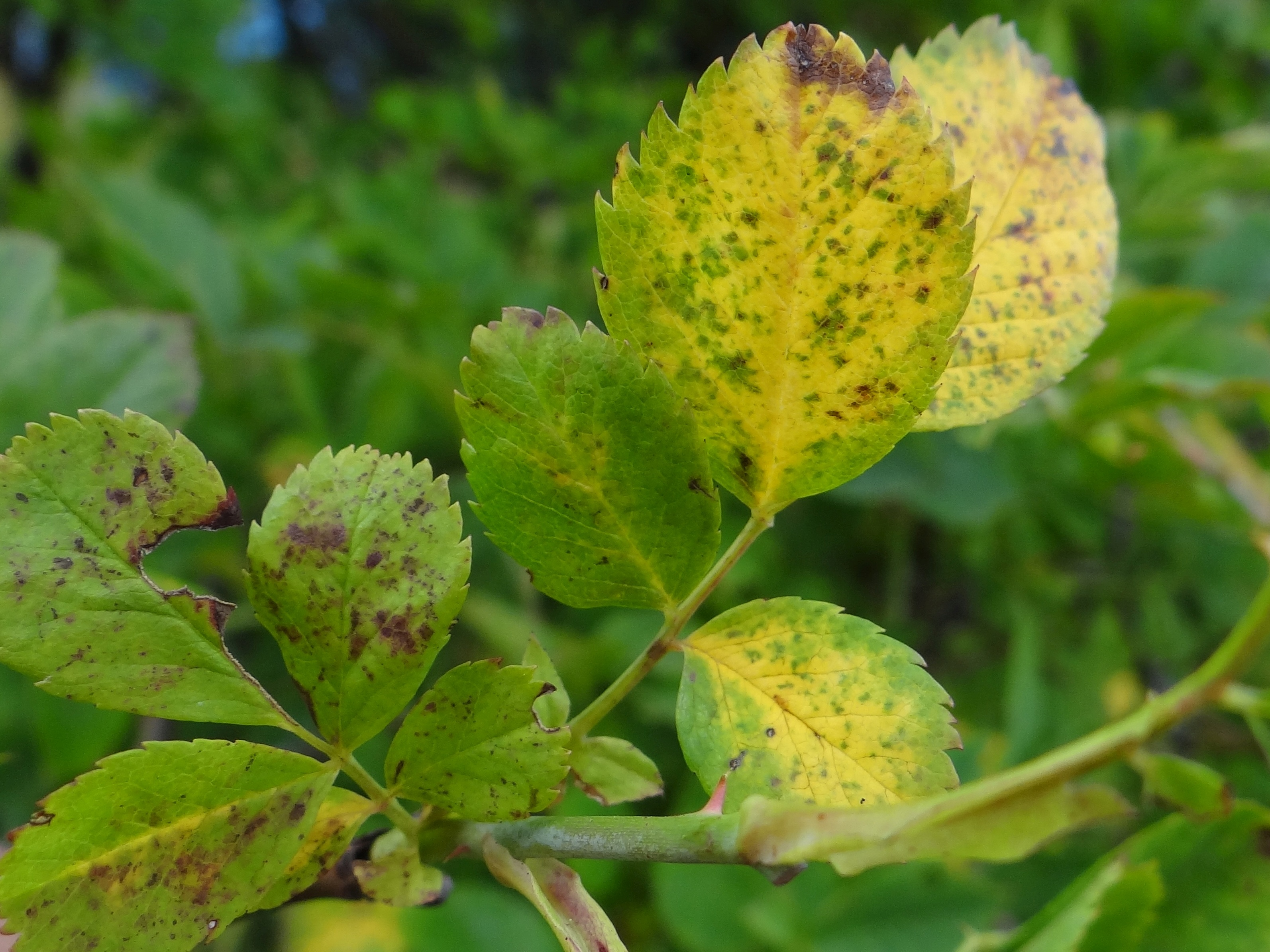
Objawy porażenia liści róży przez Peronospora sparsa

Peronospora Corda (wroślik) – rodzaj organizmów zaliczanych do lęgniowców.

## Systematyka i nazewnictwo
Pozycja w klasyfikacji według Index Fungorum: Peronosporaceae, Peronosporales, Peronosporidae, Peronosporea, Incertae sedis, Oomycota, Chromista.
W 2003 r. naliczono 551 gatunków należących do tego rodzaju. Jednak w wyniku badań morfologicznych i molekularnych liczne z nich przeniesiono do rodzajów Hyaloperonospora, Paraperonospora i Perofascia. W 2008 r. w obrębie rodzaju Peronospora pozostało już tylko 75 gatunków. Liczba ta ciągle zmienia się wyniku dalszych badań.

## Morfologia
Pasożyty, których plecha rozwija się pomiędzy komórkami porażonych roślin. Wytwarzają nitkowate i często rozgałęzione ssawki, za pomocą których z komórek żywiciela pobierają wodę i substancje odżywcze. Wytwarzają bezbarwne konidiofory, które w górnej części rozgałęziają się monopodialnie 2 lub 3-krotnie, zazwyczaj pod ostrym kątem. Główny trzon konidioforu i boczne gałązki często bywają faliście skręcone. Na ostatnim rozgałęzieniu znajdują się 2 lub 3 łukowato lub sigmoidalnie wygięte odcinki. Konidia powstają na szczytach ostatnich odcinków konidioforu równocześnie. Mają dość cienkie i zazwyczaj brodawkowate ściany w różnych odcieniach brązu. Lęgnie o nieregularnym kształcie i ścianach o różnej grubości. Kuliste oospory mają bezbarwne ściany o jednakowej grubości.

## Znaczenie
Pasożyty roślin, głównie dwuliściennych. Wywołują u nich choroby zwane mączniakami rzekomymi. Niektóre gatunki mają duże znaczenie gospodarcze, wywołują bowiem groźne choroby roślin uprawnych, m.in. takie jak: mączniak rzekomy cebuli, mączniak rzekomy grochu, mączniak rzekomy buraka, mączniak rzekomy soi, mączniak rzekomy maku, mączniak rzekomy róży, mączniak rzekomy tytoniu i inne.

## Gatunki występujące w Polsce
- Peronospora aestivalis Syd. 1923
- Peronospora affinis Rossmann 1863
- Peronospora agrestis Gäum. 1918
- Peronospora agrimoniae Syd. 1923
- Peronospora alchemillae G.H. Otth 1869
- Peronospora alpicola Gäum. 1923
- Peronospora alsinearum Casp. 1855
- Peronospora alta Fuckel 1870
- Peronospora alyssi-calycini Gäum. 1918
- Peronospora antirrhini J. Schröt. 1874
- Peronospora aparines (de Bary) Gäum. 1923
- Peronospora aquatica Gäum. 1918
- Peronospora arabidis-alpinae Gäum. 1918
- Peronospora arabidis-glabrae Gäum. 1918
- Peronospora arabidis-hirsutae Gäum. 1918
- Peronospora arborescens (Berk.) de Bary 1863
- Peronospora arenariae (Berk.) Tul. 1854
- Peronospora argemones Gäum. 1923
- Peronospora arthurii Farl. 1883
- Peronospora arvensis Gäum. 1918
- Peronospora asperuginis J. Schröt. 1886[4]
- Peronospora boni-henrici Gäum. 1919
- Peronospora bulbocapni Beck 1886
- Peronospora buniadis Gäum. 1918
- Peronospora calaminthae Fuckel 1866[4]
- Peronospora calotheca de Bary 1858
- Peronospora campestris Gäum. 1923
- Peronospora capparis Sawada 1942[4]
- Peronospora cerinthes Uljan. 1931
- Peronospora chenopodii Casp. 1854
- Peronospora chlorae de Bary 1872[5]
- Peronospora chrysosplenii Fuckel 1870
- Peronospora conferta (Unger) Unger 1847
- Peronospora conglomerata Fuckel 1863
- Peronospora conringiae Gäum. 1918
- Peronospora consolidae Lagerh. ex Gäum. 1923
- Peronospora corollae Tranzschel 1895
- Peronospora coronillae Gäum. 1923
- Peronospora corydalis de Bary 1863
- Peronospora corydalis-intermediae Gäum. 1923
- Peronospora crispula Fuckel 1870
- Peronospora cyparissiae de Bary 1863
- Peronospora cytisi Rostr. 1892
- Peronospora debaryi E.S. Salmon & Ware 1929
- Peronospora destructor (Berk.) Casp. ex Berk. 1860
- Peronospora dianthi de Bary 1863
- Peronospora dianthicola Barthelet 1953[4]
- Peronospora digitalis Gäum. 192
- Peronospora diplotaxidis Gäum. 1918
- Peronospora dipsaci Tul. 1854
- Peronospora ducometi Siemaszko & Jank. 1929
- Peronospora echinospermi Swingle 1892[4]
- Peronospora erodii Fuckel 1868
- Peronospora ervi A. Gustavsson 1959
- Peronospora erythraeae J.G. Kühn ex Gäum. 1923
- Peronospora euphorbiae Fuckel 1919
- Peronospora fagopyri Elenev ex Jacz. & P.A. Jacz. 1931[5]
- Peronospora farinosa (Fr.) Fr. 1849
- Peronospora ficariae Tul. 1854
- Peronospora flava Gäum. 1923
- Peronospora fontana A. Gustavsson 1987
- Peronospora galii Fuckel 1863
- Peronospora gei Syd. 1923
- Peronospora gigantea Gäum. 1923
- Peronospora grisea de Bary 1863
- Peronospora hariotii Gäum. 1919
- Peronospora herniariae de Bary 1863[4]
- Peronospora hiemalis Gäum. 1923
- Peronospora holostii Casp. 1854[4]
- Peronospora hyoscyami de Bary 1863
- Peronospora iberidis Gäum. 1927
- Peronospora jaapiana Magnus 1910
- Peronospora jacksonii C.G. Shaw 1951
- Peronospora knautiae Fuckel 1886
- Peronospora kochiae-scopariae Kochman & T. Majewski 1967
- Peronospora lagerheimii Gäum. 1923
- Peronospora lamii A. Braun 1857
- Peronospora lapponica Lagerh. 1888[4]
- Peronospora lathyrina Vienn.-Bourg. 1950
- Peronospora lathyri-verni A. Gustavsson 1959
- Peronospora lepidii-sativi Gäum. 1915
- Peronospora leptoclada Sacc. 1882
- Peronospora linariae Fuckel 1870
- Peronospora lini Ellis & Kellerm. 1876
- Peronospora lithospermi Gäum. 1923
- Peronospora manshurica (Naumov) Syd. 1923
- Peronospora matthiolae Gäum. 1918
- Peronospora mayorii Gäum. 1923
- Peronospora melampyri (Bucholtz) Davis 1932
- Peronospora melandryi Gäum. 1923
- Peronospora meliloti Syd. 1923
- Peronospora minor (Casp.) Gäum. 1918
- Peronospora myosotidis de Bary 1863
- Peronospora myosuri Fuckel 1870[4]
- Peronospora obovata Bonord. 1860
- Peronospora oerteliana J.G. Kühn 1884
- Peronospora omphalodis Gäum. 1923
- Peronospora ononidis G.W. Wilson 1910
- Peronospora ornithopi Gäum. 1923
- Peronospora parva Gäum. 1926
- Peronospora paula A. Gustavsson 1959
- Peronospora phacae Gäum. 1923
- Peronospora phyteumatis Fuckel 1865[4]
- Peronospora plantaginis Underw. 1897[4].
- Peronospora polygoni Halst. 1919
- Peronospora polygoni-convolvuli A. Gustavsson 1959
- Peronospora potentillae de Bary 1863
- Peronospora potentillae-anserinae Gäum. 1923
- Peronospora potentillae-reptantis Gäum. 1923
- Peronospora pulmonariae Gäum. 1919
- Peronospora pulveracea Fuckel 1863
- Peronospora radii de Bary 1864
- Peronospora ranunculi Gäum. 1923
- Peronospora romanica Săvul. & Rayss 1932
- Peronospora rumicis Corda 1837
- Peronospora sanguisorbae Gäum. 1923
- Peronospora saxifragae Bubák 1903
- Peronospora scleranthi Rabenh. ex J. Schröt. 1886
- Peronospora senneniana Gonz. Frag. & Sacc. 1917
- Peronospora sherardiae Fuckel 1863
- Peronospora sisymbrii-officinalis Gäum. 1918
- Peronospora sordida Berk. 1861
- Peronospora sparsa Berk. 1862
- Peronospora stachydis Syd. 1923
- Peronospora statices Lobik 1928
- Peronospora stigmaticola Raunk. 1892[4]
- Peronospora symphyti Gäum. 1923
- Peronospora tetragonolobi Gäum. 1923
- Peronospora tomentosa Fuckel 1863
- Peronospora tozziae Gäum. & S. Blumer 1947
- Peronospora trifoliorum de Bary 1863
- Peronospora valerianellae Fuckel 1863
- Peronospora verbasci Gäum. 1923
- Peronospora vernalis Gäum. 1923
- Peronospora viciae (Berk.) de Bary 1863
- Peronospora violacea Berk. 1860

Nazwy naukowe na podstawie Index Fungorum. Wykaz gatunków występujących w Polsce według Mułenki i in. (nie oznaczone przypisami), oraz Polskich nazw chorób roślin uprawnych (oznaczone przypisem).